# Joël Robuchon
Joël Robuchon (Poitiers, França, 7 d'abril de 1945 - Ginebra, Suïssa, 6 d'agost de 2018) va ser un xef francès de renom internacional.
Va ser el famós xef del restaurant "Jamin" a París. Va escriure diversos llibres de cuina especialitzats i ha tingut una àmplia cadena de restaurants a tot el món, la majoria amb diverses estrelles Michelin. Va ser el líder amb el major nombre de condecoracions de tots els temps amb un total de 32 estrelles Michelin.
Va rebre nombrosos títols, com el del millor cuiner del segle per Gault & Millau el 1990. Durant la seva trajectòria professional va crear plats tan reconeguts com el seu puré de patates o pastís de trufes.
Amb 50 anys, després que el seu restaurant Joël Robuchon fos reconegut com el millor del món pel diari International Herald Tribune, el xef es va retirar dels fogons per dedicar-se a la transmissió de coneixements, sobretot a través de programes de televisió. Volia fer accessible la cuina al gran públic, i ho va aconseguir amb programes com Bon Appétit Bien Sûr, l'any 2000, o Planète Gourmande, a partir del 2011. Els seus viatges pel Japó i el descobriment dels bars de tapes a Espanya el van inspirar en la creació a París d'un nou concepte de restaurant, L'Atelier, amb un ambient més dinàmic i jovial, però amb productes de gran qualitat.